# A halál csókja (regény)
A halál csókja, eredeti címe Shadow Kiss, Richelle Mead amerikai írónő harmadik könyve a Vámpírakadémia-sorozatból. Először az amerikai Razorbill kiadó adta ki 2008-ban, a magyar nyelvű megjelenésre 2010. június 3-án került sor.

## Történet
|  | Alább a cselekmény részletei következnek! |

Rose Harthaway egy hónap múlva tölti be a tizennyolcadik életévét, közeledik nagykorúságának, és érettségijének időpontja is. Ez utóbbi feltétele egy kemény, hathetes terepgyakorlat, amit minden végzős dampyr testőrtanoncnak végre kell hajtania egy-egy főnemesi mora vámpír mellett. Rose nehezen összepontosít feladatára, hisz nem csak elhunyt barátja, Mason jár vissza kísérteni őt, még az a Viktor Daskov is feltűnik, aki korábban Rose barátnőjének, a lélekmágus Lissa Dragomirnak életére tört. Ráadásul a főnemesi diákok intrikáikkal akaratukon és tudtunkon kívül utat nyitnak a Szent Vladimir Akadémiába a gyilkos és kíméletlen élőhalott strigák előtt. Rose körül pedig egyre nagyobb a zűrzavar.
|  | Itt a vége a cselekmény részletezésének! |

## Hazai fogadtatás
A Halál csókja az első két rész után meglepően nagy kritikai fogadtatásban részesült, a könyvről a blogszféra mellett számos magazin is beszámolt, ráadásul javarészt dicsérettel illették. A romantikus szál továbbra is hangsúlyos maradt, ugyanakkor a karakterek komolyodtak, és Mead egyre több kérdést vetett fel azzal kapcsolatban, hogy a dampyroknak miért kell feláldozniuk magukat a morákért. Összességében a Halál csókját sokkal jobban fogadta a kultúrmédia, mint az első két részt, a beszámolók sokaságának eredményeként pedig az írónő rajongótábora is ekkor indult itthon rohamos gyarapodásnak.

## Magyarul
- A halál csókja. Vámpírakadémia III. (Shadow Kiss); ford. Farkas Veronika; Agave Könyvek, Bp., 2010 ISBN 978-963-9868-85-4